# Speiredonia sandokana
Speiredonia sandokana là một loài bướm đêm thuộc họ Erebidae. Loài này có ở bán đảo Mã Lai, Sumatra và Borneo.
Chiều dài cánh trước là 31.5-32.5 mm for both males và đối với con cái.